# تمسخر (فیلم)
تمسخر  (به فرانسوی: Ridicule) فیلمی فرانسوی به کارگردانی پاتریس لوکنت با بازی شارل برلینگ محصول سال ۱۹۹۶ است.